# Tapinoma minimum
Tapinoma minimum är en myrart som beskrevs av Mayr 1895. Tapinoma minimum ingår i släktet Tapinoma och familjen myror. Inga underarter finns listade i Catalogue of Life.

## Bildgalleri

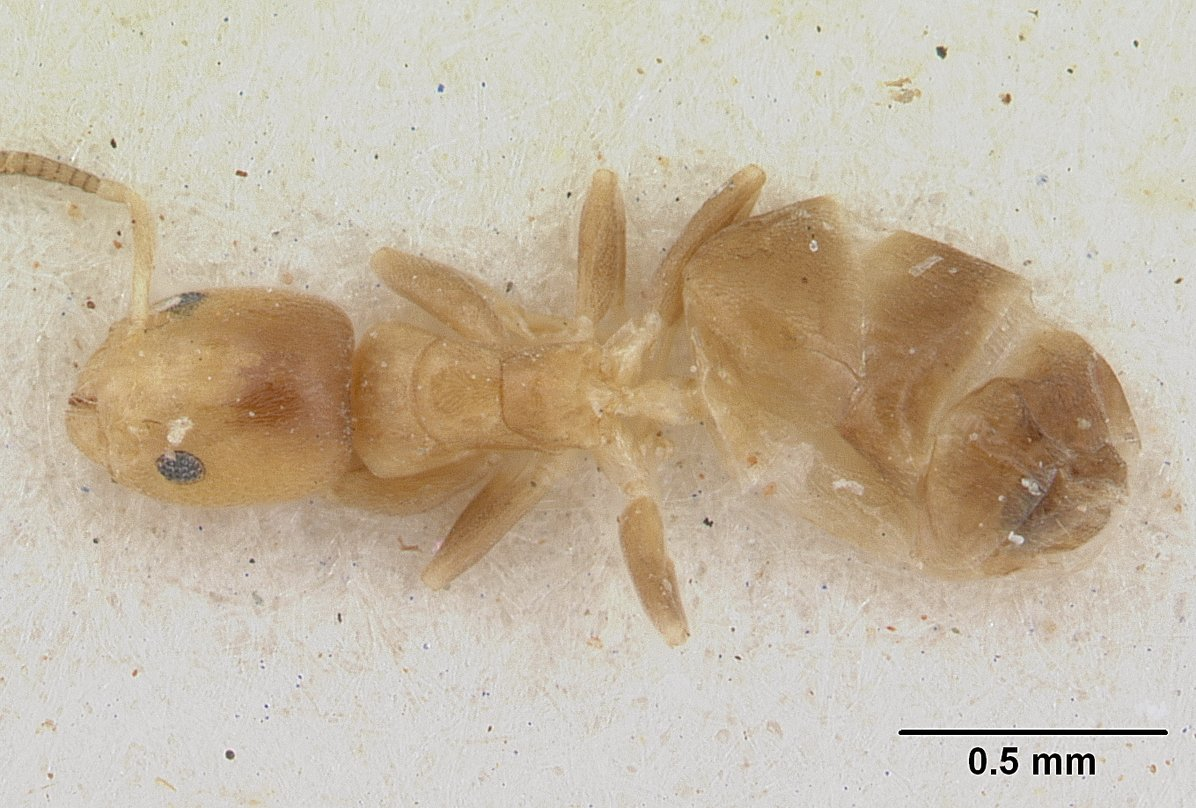
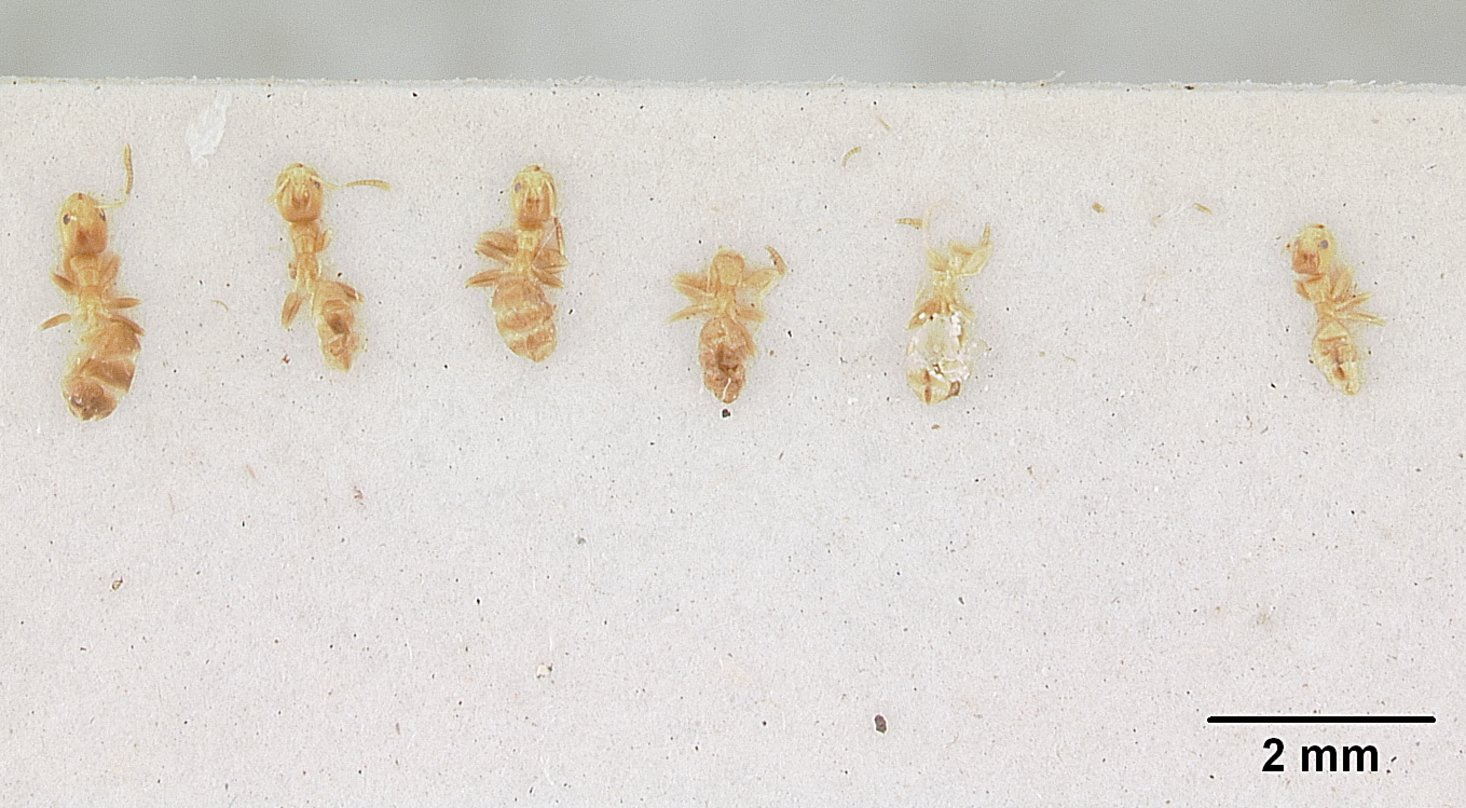
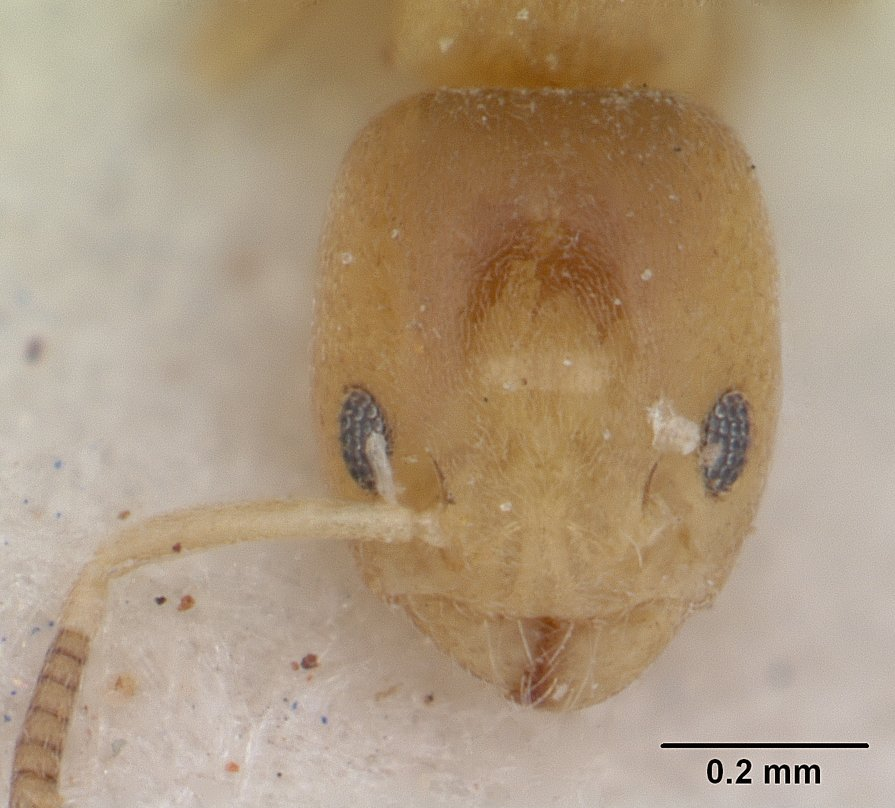
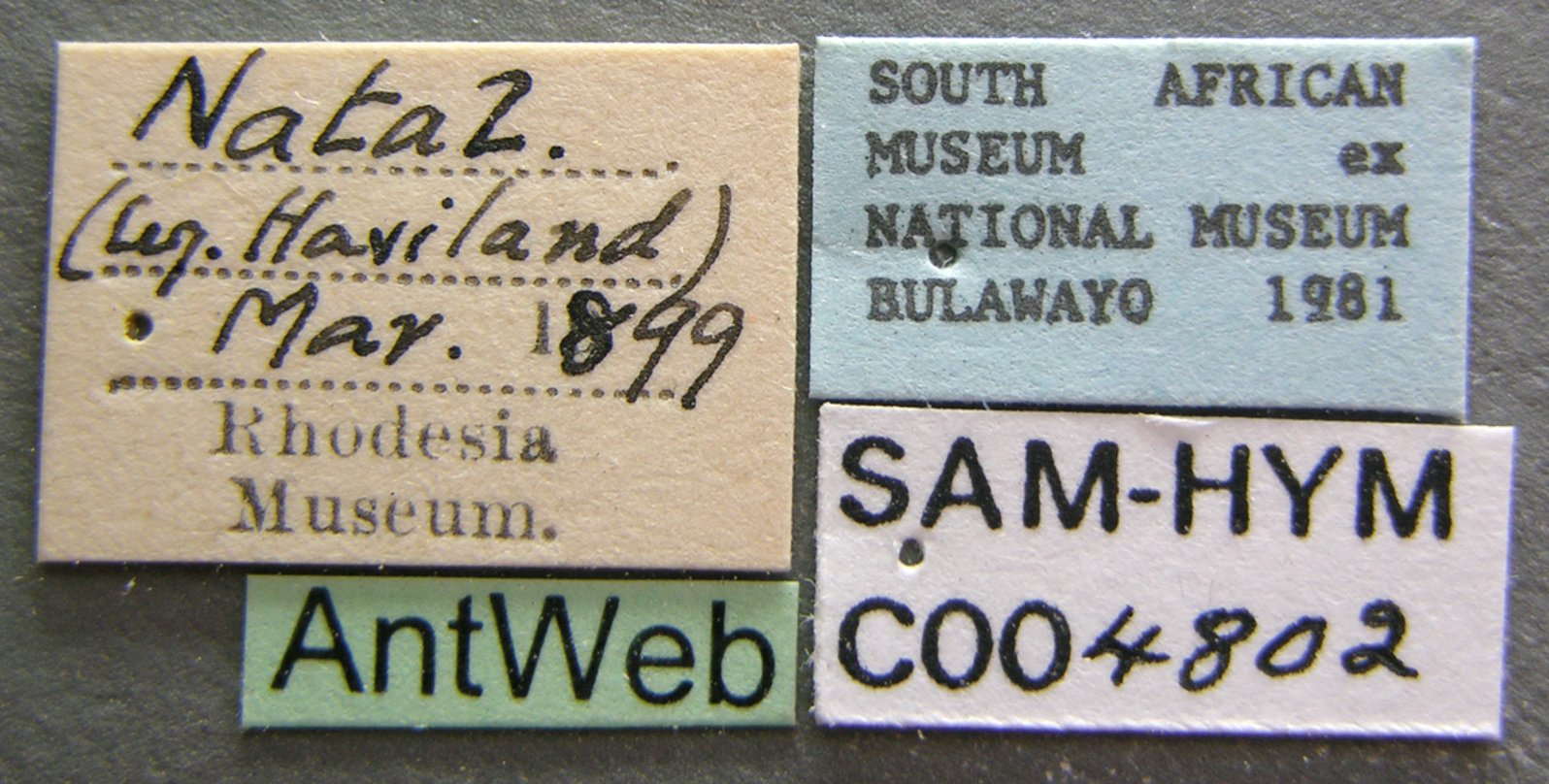
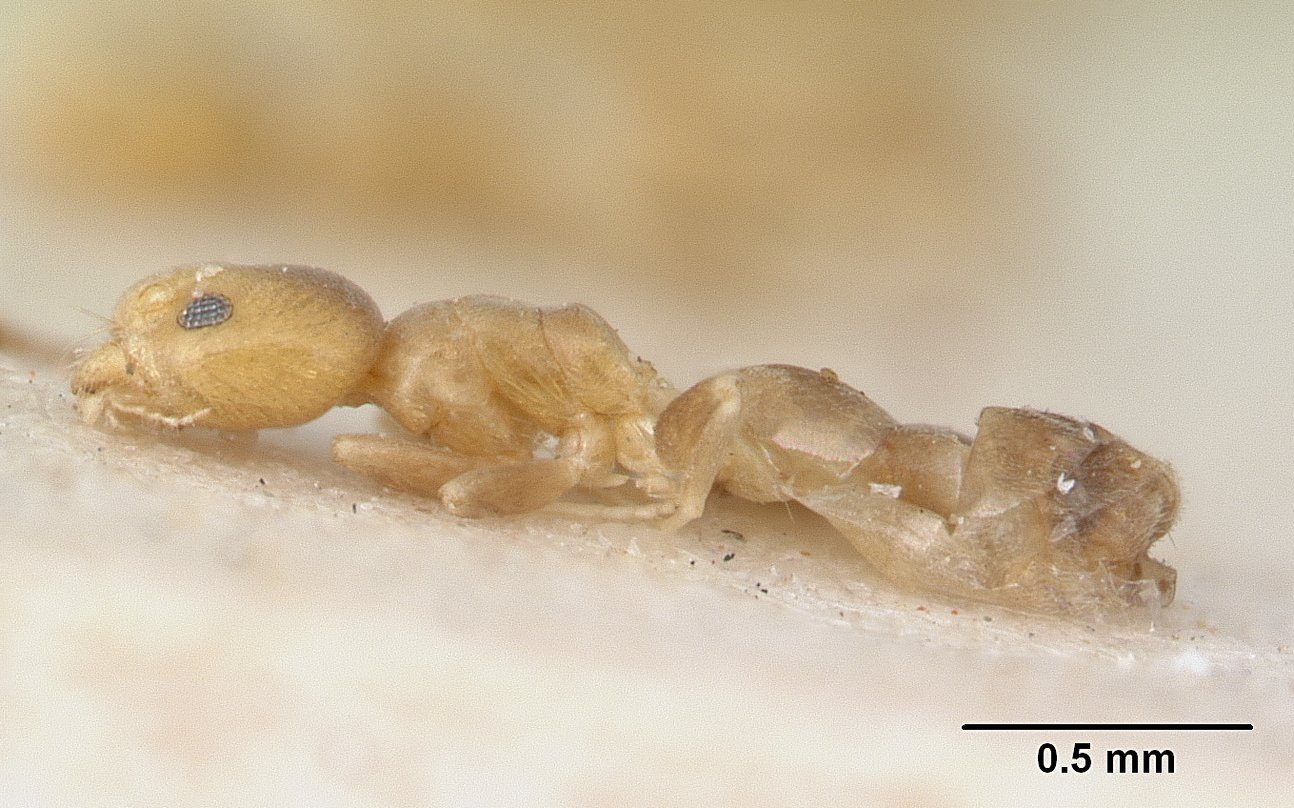